# NGC 5950
NGC 5950 في الفهرس العام الجديد، هي مجرة، تقع في كوكبة العواء. اكتشفت في 21 يونيو 1882 بواسطة إدوارد ستيفان.

## روابط خارجية
- NGC 5950 على موقع ويكي سكاي: DSS2, SDSS, GALEX, IRAS, Hydrogen α, X-Ray, Astrophoto, Sky Map, Articles and images